# Dashuiyu Shuiku
Dashuiyu Shuiku (kinesiska: 大水峪水库) är en reservoar i Kina. Den ligger i storstadsområdet Peking, i den norra delen av landet, omkring 64 kilometer norr om stadskärnan. Dashuiyu Shuiku ligger 160 meter över havet. Arean är 0,22 kvadratkilometer. I omgivningarna runt Dashuiyu Shuiku växer i huvudsak blandskog. Den sträcker sig 0,8 kilometer i nord-sydlig riktning, och 0,9 kilometer i öst-västlig riktning.
Genomsnittlig årsnederbörd är 723 millimeter. Den regnigaste månaden är juli, med i genomsnitt 211 mm nederbörd, och den torraste är januari, med 3 mm nederbörd.